# Georg Fleischhauer
Georg Fleischhauer, född 21 oktober 1988 i Halberstadt, är en tysk bobåkare och friidrottare.

## Karriär
Vid EM 2025 i Lillehammer tog Fleischhauer silver tillsammans med Johannes Lochner i tvåmannabob samt guld tillsammans med Johannes Lochner, Florian Bauer och Jörn Wenzel i fyrmannabob.